# Svartknattane
Die Svartknattane (norwegisch für Schwarze Felsvorsprünge) sind zwei kleine Nunatakker an der Prinz-Harald-Küste des ostantarktischen Königin-Maud-Lands. Sie ragen am Westufer des Havsbotn am Kopfende der Lützow-Holm-Bucht auf.
Wissenschaftler des Norwegischen Polarinstituts benannten sie 1946.